# مختبر نهر سافانا الوطني
مختبر نهر سافانا الوطني (SRNL) هو متعدد برنامج المختبر الوطني وزارة الطاقة للولايات المتحدة - مكتب الإدارة البيئية. يقع موقعه في موقع نهر سافانا (SRS) بالقرب من جاكسون ، بولاية ساوث كارولينا . تأسس في عام 1951 ، باسم مختبر نهر سافانا . تم اعتماده كمعمل وطني في 7 مايو 2004. 
تشمل موضوعات البحث في المختبر المعالجة البيئية ، وتقنيات اقتصاد الهيدروجين ، والتعامل مع المواد الخطرة وتقنيات منع الانتشار النووي . لديها خبرة محددة في تزجيج النفايات النووية وتخزين الهيدروجين التي تم تطويرها في البداية لدعم إنتاج التريتيوم والبلوتونيوم في موقع نهر سافانا خلال الحرب الباردة . وهي عضو مؤسس في اتحاد خلايا الوقود والهيدروجين في ساوث كارولينا (SCHFCA).
توظف شركة مختبر نهر سافانا الوطني 980 شخصًا ولديها ميزانية برنامجية سنوية تبلغ 249 مليون دولار أمريكي (2017). 
تم تشغيل مختبر نهر سافانا الوطني بواسطة الحلول النووية لنهر سافانا ، شركة محدودة المسؤولية لصالح وزارة الطاقة الأمريكية منذ عام 2008. هذه الشركة محدودة المسؤولية هي شراكة بين شركة فلور وشركة نيوبورت نيوز النووية. (شركة تابعة لشركة هنتنغتون إينغلس للصناعات ) وشركة هانيويل . 

## روابط خارجية
- الموقع الرسمي لمختبر نهر سافانا الوطني (SRNL)
- الموقع الرسمي للحلول النووية لنهر سافانا (SRNS)
- الموقع الرسمي لموقع نهر سافانا (SRS)